# Juan Carlos García (Fußballspieler)
Juan Carlos García (* 8. März 1988 in Tela; † 8. Januar 2018) war ein honduranischer Fußballspieler. Er spielte auf der Position des Verteidigers und stand in seinem Heimatland, England und Spanien unter Vertrag. Für die Nationalmannschaft von Honduras absolvierte er 39 Länderspiele.

## Karriere
García begann seine Karriere in den Jugendmannschaften des CD Marathón, wo ihm im Jahr 2007 der Sprung in die erste Mannschaft gelang. Nach 53 Ligaspielen und einem einzigen Torerfolg für Marathón wechselte er mit Wirkung zur Saison 2010/11 zum Ligakonkurrenten CD Olimpia. Für Olimpia lief er zwischen 2010 und 2013 in 80 Ligaspielen auf; dabei gelangen ihm insgesamt vier Tore.
Zur Saison 2013/14 wechselte García nach Europa zum englischen Zweitligisten Wigan Athletic. In seiner ersten Saison kam er allerdings zu keinem Ligaeinsatz für seinen neuen Verein.
García wurde erstmals 2009 in die honduranische Fußballnationalmannschaft berufen. Sein Debüt gab er am 11. Juli 2009 gegen Grenada (4:0) während des CONCACAF Gold Cup 2009. Er absolvierte für sein Heimatland insgesamt 39 Spiele, wobei ihm sein einziges Tor am 6. Februar 2013 im WM-Qualifikationsspiel gegen die USA gelang (Endstand: 2:1). Das Tor erzielte er per Fallrückzieher.
Am 8. Mai 2014 wurde García vom Trainer Luis Fernando Suárez in den Kader der Auswahl für die Weltmeisterschaft 2014 berufen. Er wurde in den Gruppenspielen gegen Ecuador und die Schweiz eingesetzt.
Im Februar 2015 gab der Trainer von Wigan, Malky Mackay, bekannt, dass García an Leukämie erkrankt sei. García starb an der Krankheit im Januar 2018 im Alter von 29 Jahren.